# Bleicherweg 45

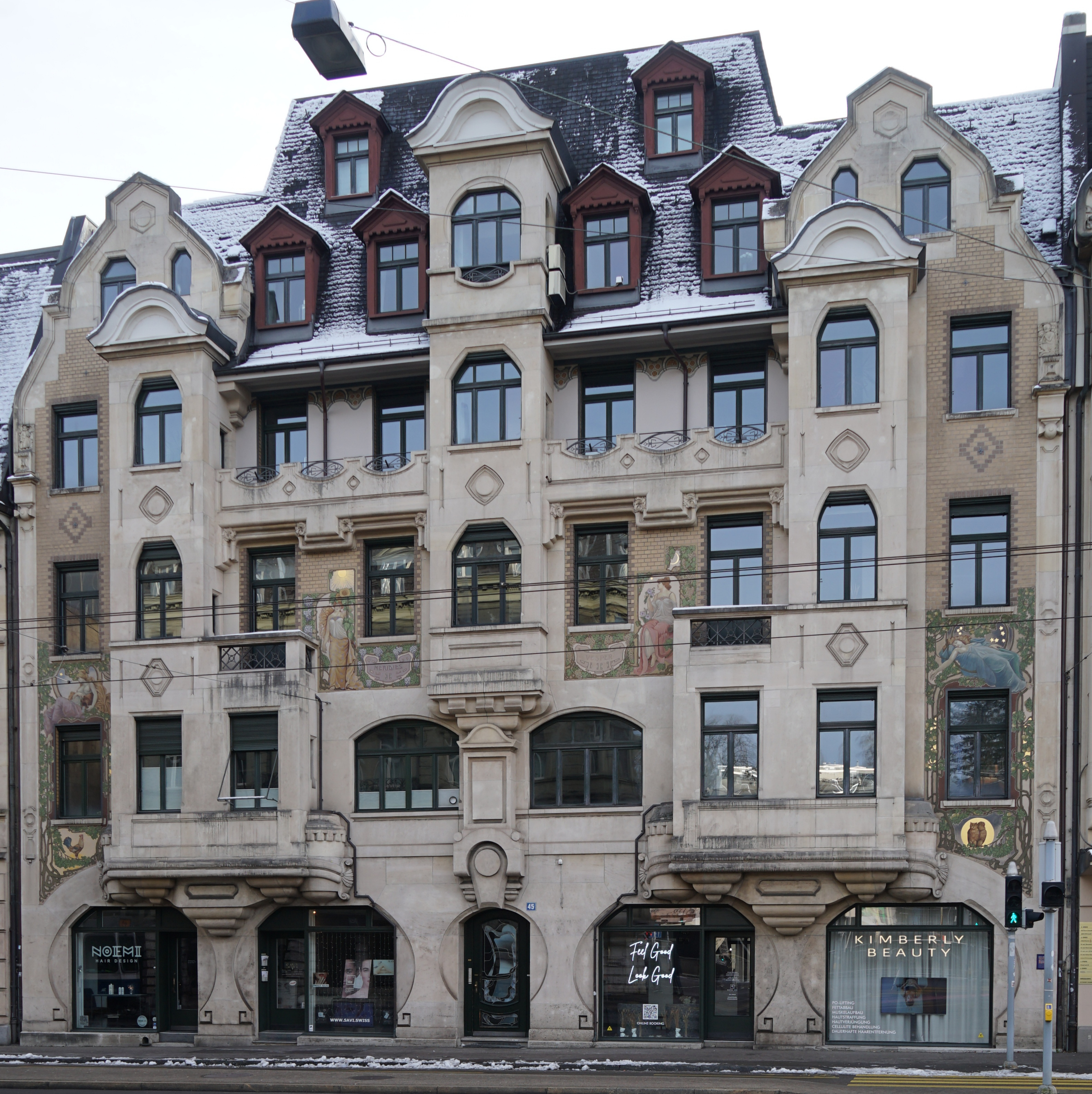
Ansicht von Norden, 2024

Das Wohn- und Geschäftshaus Bleicherweg 45 im Quartier Enge ist ein Baudenkmal im Kreis 2 der Stadt Zürich. Es wurde bis 1906 im Jugendstil errichtet.

## Lage
Das Bauwerk steht neben dem Chachelihus (Nummer 47) genannten Eckhaus am Bleicherweg. Die gesamte Hauszeile Bleicherweg 37–47 ist als Kulturgut von regionaler Bedeutung im Schweizerischen Kulturgüterschutzinventar verzeichnet (KGS-Nummer 08033). Die drei älteren Häuser (37–41) im Stil des Historismus wurden ab 1893 erbaut. Das gegenüberliegende Haus Bleicherweg 74 ist ein geschütztes Baudenkmal.

## Geschichte und Beschreibung
Die «Innere Enge» entwickelte sich im 19. Jahrhundert zum Stadterweiterungsgebiet. Wichtige Ausfallachse war der Bleicherweg. Das Gebäude Bleicherweg 45 wurde 1905/1906 erbaut und 1971 unter Denkmalschutz gestellt. Planer waren die Architekten Alfred Chiodera und Theophil Tschudy. Chiodera, der auch malte, richtete im Nachbarhaus ein Atelier ein.
Grundriss des Hauses ist ein Rechteck. Über dem Erdgeschoss erheben sich drei Obergeschosse sowie zwei Dachgeschosse mit Lukarnen. Die Fassaden zeigen strassenseitig neun und rückseitig elf Achse. Beide sind symmetrisch angelegt und zeigen jeweils zwei geschweifte Zwerchgiebel in der Formensprache des Jugendstils. Gegliedert wird die Strassenseite mit drei dreigeschossigen Erkern mit gerundeten Giebeln, die äusseren sind im ersten Obergeschoss zweiachsig ausgeführt und zeigen Söller, der mittlere ist ein Geschoss nach oben versetzt. Im dritten Obergeschoss sind zwei Balkone angelegt. Die Rückseite zeigt einen dreigeschossigen Erker mit Schieferdeckung sowie vier Balkone, von denen die beiden oberen ein Walmdach haben. Im dritten Obergeschoss sind zwei Söller angelegt. Das Erdgeschoss zeigt unverbaute Steinmetzarbeiten in den runden Formen des Jugendstils. Die Kacheln sind bei der Wandgestaltung wesentlich zurückhaltender eingesetzt als beim Nachbarhaus.
Wesentliches Gestaltungselement der Strassenseite sind die vier, von Antonio De Grada gemalten, allegorischen Frauengestalten, die die Tageszeiten symbolisieren. Morgen und Nacht werden durch Bilder eines Hahns vor aufgehender Sonne bzw. von zwei Eulen vor dem Vollmond ergänzt. Die Allegorien des Mittags und des Abends werden von den Schriftzügen Meridies und Vesper verdeutlicht. Die Seccomalerein wurden 2010 neu gefasst, ihnen drohte 1971 die Zerstörung. Das gleichaltrige, ebenfalls von Chiodera und Tschudy geplante «Chachelihus» verdankt seinen Namen den farbigen Kacheln. Beide Häuser werden zusammen auch als «Chachelihüser» bezeichnet. Sie «gehören zu den besten Beispielen der Jugendstilarchitektur in Zürich».

## Belege
1. 1 2  Enge (EN). Kreis 2, Gemeinde Zürich, Kanton Zürich. Im. Inventar der schützenswerten Ortsbilder der Schweiz (ISOS; PDF, abgerufen am 4. Februar 2024). S. 10, 20.
2. 1 2  Denkmaltafel Bleicherweg 45 am Gebäude.
3. ↑  rämibühl.ch: Chiodera & Tschudy (1878–1908), Architektengemeinschaft. (abgerufen am 4. Februar 2024)
4. ↑  Marc Philip Seidel: Die vier Tageszeiten.
5. ↑  stadt-zueri.ch: Der Bleicherweg. (abgerufen am 4. Februar 2024)

Koordinaten: 47° 21′ 57,4″ N, 8° 31′ 57,7″ O; CH1903: 682641 / 246698